# Victor Lindelöf
Victor Jörgen Nilsson Lindelöf (sinh ngày 17 tháng 7 năm 1994) là một cầu thủ bóng đá chuyên nghiệp người Thụy Điển hiện đang thi đấu ở vị trí trung vệ và là đội trưởng của đội tuyển bóng đá quốc gia Thụy Điển.
Lindelöf khởi nghiệp ở Thụy Điển trong màu áo câu lạc bộ Västerås SK và có trận đấu ra mắt vào tháng 9 năm 2010. Tháng 12 năm 2011, anh chuyển sang Benfica ở Bồ Đào Nha, ban đầu anh thi đấu cho đội trẻ Benfica và Benfica B. Anh đã giành 3 danh hiệu vô địch Primeira Liga. Anh gia nhập Manchester United vào tháng 7 năm 2017.
Lindelöf đã đại diện cho Thụy Điển ở các cấp độ U-17, U-19, U-21 và đội tuyển quốc gia. Anh là thành viên của đội U-21 Thụy Điển giành chức vô địch giải vô địch bóng đá U-21 châu Âu 2015. Anh ra mắt đội tuyển quốc gia vào tháng 3 năm 2016 và từng tham dự Euro 2016, World Cup 2018 và Euro 2020.

## Sự nghiệp câu lạc bộ
Thời niên thiếu, Lindelöf chơi cho nhiều câu lạc bộ có trụ sở tại Västerås như IK Franke, Västerås IK và Västerås SK.

### Västerås SK
Tháng 9 năm 2010, ở tuổi 15, Lindelöf ra mắt Västerås SK khi cùng đội giành chiến thắng 3–0 trước BK Forward ở vòng đấu cuối cùng mùa giải. Mùa giải tiếp theo, anh đã giúp đội bóng của mình thăng tiến một bước cao hơn trong hệ thống giải đấu Thụy Điển, khi họ được thăng hạng lên giải hạng hai. Năm 2011, Lindelöf đến nước Anh để thử việc tại Stoke City, nhưng họ đã không đưa ra lời đề nghị nào dành cho anh.

### Benfica

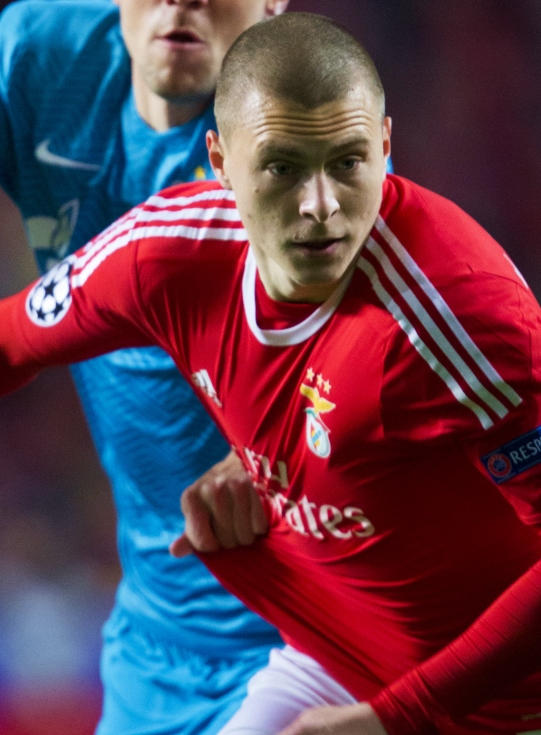
Lindelöf thi đấu cho Benfica năm 2016.

Ngày 1 tháng 12 năm 2011, Lindelöf đồng ý gia nhập câu lạc bộ Benfica của Bồ Đào Nha ở kỳ chuyển nhượng mùa hè 2012, và vào ngày 8 tháng 6 năm 2015, hợp đồng được gia hạn đến năm 2020. Trong mùa giải 2012–13, anh thi đấu cho đội trẻ Benfica và vô địch giải U-19 Bồ Đào Nha. Ngày 19 tháng 10 năm 2013, anh ra mắt đội một khi chơi trọn vẹn trận thắng CD Cinfães với tỷ số 1–0 tại Cúp quốc gia Bồ Đào Nha. Trong mùa giải 2013–14, anh đã ghi được 2 bàn thắng sau 33 trận đấu cho Benfica B.
Mùa giải 2015–16, anh trở lại đội một trong chiến thắng 1–0 trước Nacional ở Taça da Liga. Ngày 16 tháng 2 năm 2016, anh đã thi đấu cả trận trong chiến thắng 1–0 trên sân nhà trước Zenit Sankt Peterburg trong trận đấu lượt đi vòng 16 UEFA Champions League. Bốn ngày sau, anh ghi bàn thắng đầu tiên cho Benfica, trong chiến thắng 3–1 trước Paços de Ferreira. Ngày 28 tháng 5 năm 2017, anh chơi trong trận chung kết Taça de Portugal, trận đấu mà Benfica đã thắng Vitória de Guimarães với tỷ số 2–1. Trong màu áo Benfica, anh đã giành được 3 chức vô địch Primeira Liga, 2 danh hiệu Taça de Portugal và 1 danh hiệu Taça da Liga.

### Manchester United

#### Mùa giải 2017–18

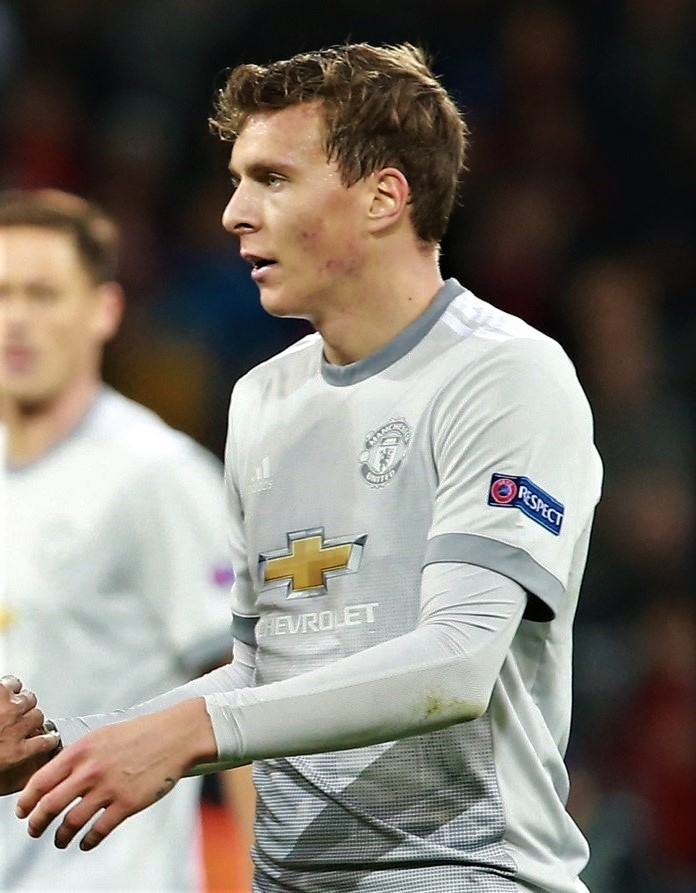
Lindelöf chơi cho Manchester United vào năm 2017.

Ngày 10 tháng 6 năm 2017, Manchester United thông báo rằng họ đã đạt thỏa thuận với Benfica để ký hợp đồng với Lindelöf, mức phí là 35 triệu € (kèm 10 triệu € tùy theo thành tích). Anh chính thức gia nhập United sau khi vượt qua buổi kiểm tra y tế tại trung tâm đào tạo Trafford vào ngày 14 tháng 6, ký hợp đồng bốn năm với tùy chọn tự động gia hạn thêm một năm. Manchester United công bố rằng hợp đồng sẽ bắt đầu vào ngày 1 tháng 7 năm 2017.
Anh có trận ra mắt chính thức cho câu lạc bộ trong trận đấu gặp Real Madrid tại UEFA Super Cup 2017; tuy nhiên, phải hơn 2 tháng sau anh mới có trận đấu ra mắt Premier League khi đá chính trong trận đấu với Liverpool vào ngày 14 tháng 10. Kết thúc mùa giải đầu tiên, anh chỉ có 17 lần ra sân tại Premier League, trong đó có 13 trận đá chính, do huấn luyện viên José Mourinho ưu thích sử dụng cặp trung vệ Chris Smalling và Phil Jones.

#### Mùa giải 2018–19
Trong mùa giải 2018–19, Lindelöf trở thành trung vệ ưa thích của Mourinho và được ra sân thường xuyên hơn so với mùa trước. Anh đã chơi trọn vẹn 90 phút trong trận đấu đầu tiên của mùa giải vào ngày 11 tháng 8 năm 2019 gặp Leicester City trên sân nhà; trận đấu kết thúc với chiến thắng 2–1 cho United. Anh tiếp tục đá chính ở 11/13 trận đấu tại Ngoại hạng Anh trước khi Mourinho bị sa thải vào tháng 12 năm 2018. Lindelöf ghi bàn thắng đầu tiên cho United vào ngày 29 tháng 1 năm 2019, ghi bàn thắng thứ 2 trong trận hòa 2–2 trên sân nhà trước Burnley.

#### Mùa giải 2019–20
Tháng 9 năm 2019, Lindelöf ký hợp đồng mới với United có thời hạn đến năm 2024 cùng tùy chọn tự động gia hạn thêm một năm. Mùa giải này, anh cùng đội trưởng Harry Maguire tạo thành bộ đôi trung vệ ưa thích của huấn luyện viên Ole Gunnar Solskjær. Ngày 1 tháng 12 năm 2019, anh đã chơi trọn 90 phút và ghi bàn thắng duy nhất trong mùa giải trong trận hòa 2–2 với Aston Villa. Kết thúc mùa giải, anh ra sân 35/38 trận và ghi một bàn thắng tại Ngoại hạng Anh, nhiều thứ 2 trong đội, sau Harry Maguire và David de Gea, cả hai đều thi đấu đầy đủ 38 trận.

#### Mùa giải 2020–21
Ngày 20 tháng 12 năm 2020, Lindelöf ghi bàn thắng đầu tiên ở mùa giải 2020–21 trong chiến thắng 6–2 trên sân nhà trước Leeds United. Anh đá đủ 90 phút trong chiến thắng kỷ lục 9–0 của Manchester United trên sân nhà trước Southampton vào ngày 2 tháng 2 năm 2021. Ngày 26 tháng 5 năm 2021, anh đã chơi trọn vẹn 120 phút trận Chung kết UEFA Europa League 2021; Manchester United để thua trước Villarreal sau loạt sút luân lưu, trong đó Lindelöf đã thực hiện thành công quả đá phạt đền thứ 10 cho United.
Mùa giải 2023-24
Ngày 11 tháng 11 năm 2023, VIctor Lindelöf ghi bàn thắng đầu tiên của mùa giải cho Manchester United trước Luton Town và cũng đánh dấu sự trở lại của anh sau quãng thời gian không ghi bàn. 
Ngày 1 tháng 7 năm 2025, Lindelöf rời Manchester United sau khi hết hợp đồng.

## Sự nghiệp quốc tế

### Đội trẻ
Lindelöf có trận ra mắt đội tuyển dưới 21 tuổi vào ngày 14 tháng 10 năm 2014, trong trận lượt về vòng loại trực tiếp với Pháp.
Mặc dù Lindelöf không có tên trong đội hình cuối cùng cho Giải vô địch U21 châu Âu của UEFA, vào ngày 15 tháng 6 năm 2015, anh đã thay thế hậu vệ Emil Krafth, người bị loại khỏi giải đấu vì chấn thương lưng. Anh có trận ra mắt đầu tiên tại giải đấu trong trận đấu đầu tiên với Ý. Vào ngày 30 tháng 6 năm 2015, anh thực hiện thành công quả phạt đền thứ năm và cuối cùng của Thụy Điển trước Bồ Đào Nha trong chiến thắng 4–3 trong loạt sút luân lưu trong trận chung kết để trở thành nhà vô địch châu Âu dưới 21 tuổi. Anh ấy có tên trong Đội hình của Giải đấu.

### Đội tuyển quốc gia

#### Ra mắt

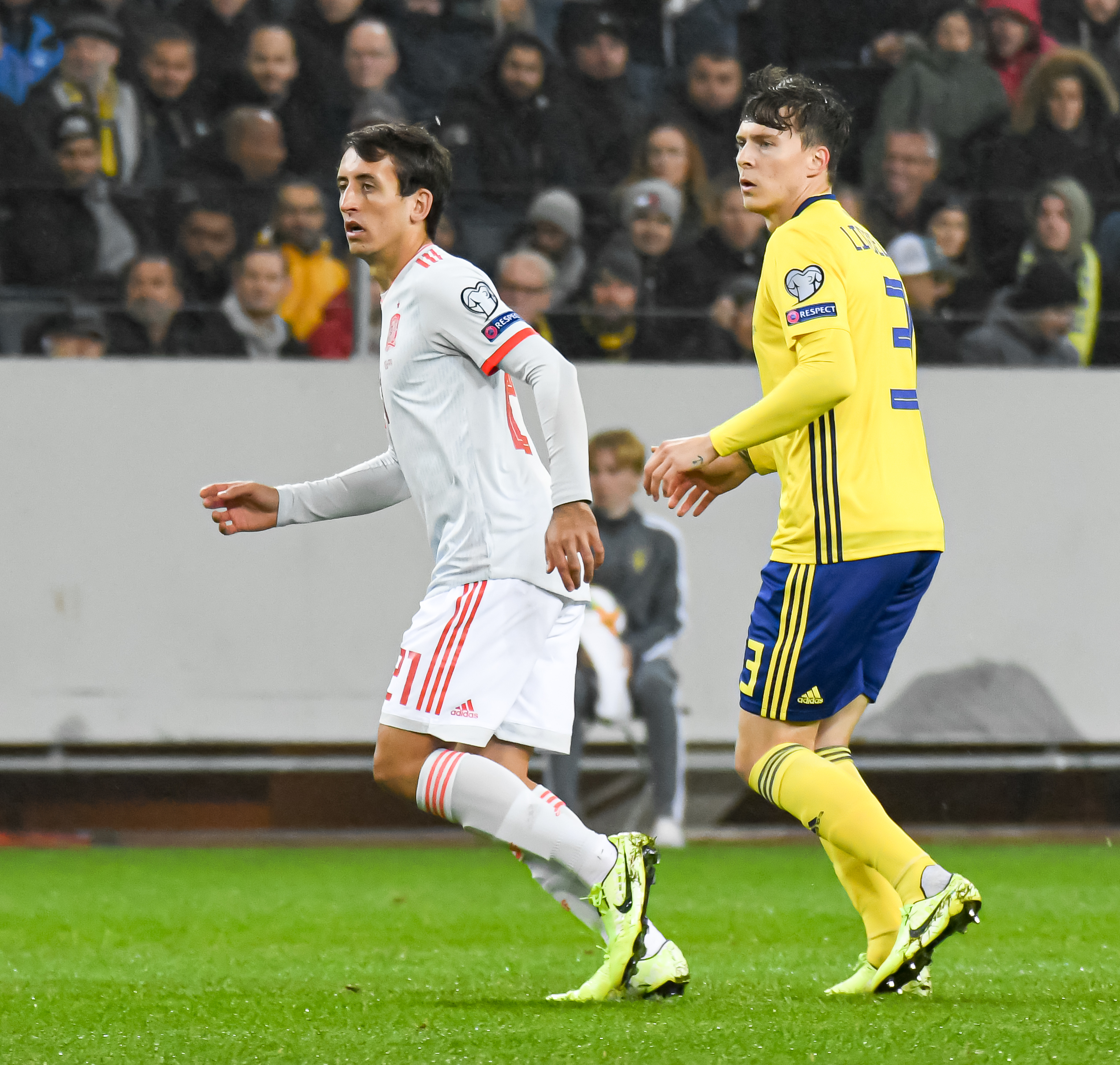
Lindelöf (phải) chơi cho Thụy Điển vào năm 2019.

Lindelöf lần đầu tiên được gọi vào đội tuyển quốc gia Thụy Điển vào tháng 3 năm 2016 cho các trận giao hữu với Thổ Nhĩ Kỳ và Cộng hòa Séc. Anh ấy ra mắt đội tuyển quốc gia trong trận thua 2-1 trước Thổ Nhĩ Kỳ vào ngày 24 tháng 3 năm 2016.

#### UEFA Euro 2016
Anh ấy đã được chọn vào đội hình của Thụy Điển cho UEFA Euro 2016 tại Pháp, nơi anh ấy bắt đầu cả ba trận đấu vòng bảng của họ, mặc dù Thụy Điển không thể tiến vào vòng 16. Lindelöf cũng được chọn trong đội hình tạm thời gồm 35 người của Thụy Điển cho Thế vận hội mùa hè 2016 ở Rio de Janeiro, nhưng bị câu lạc bộ Benfica của anh ấy ngăn cản tham gia giải đấu, người tin rằng sự tham gia của các cầu thủ của họ trong Thế vận hội sẽ làm tổn hại đến cơ hội của họ trong mùa giải tiếp theo.

#### FIFA World Cup 2018
Lindelöf ghi bàn thắng quốc tế đầu tiên cho Thụy Điển trong chiến thắng 3–0 trước Bulgaria tại vòng loại FIFA World Cup 2018 tại Friends Arena ở Stockholm vào ngày 10 tháng 10 năm 2016.
Vào tháng 5 năm 2018, anh có tên trong danh sách 23 người của Thụy Điển tham dự FIFA World Cup tại Nga. Lindelöf bỏ lỡ trận đấu đầu tiên với Hàn Quốc do bị ốm, nhưng anh thường xuyên đá chính ở hàng thủ cùng với trung vệ Andreas Granqvist trong phần còn lại của giải đấu. Lindelöf và Thụy Điển bị loại trong trận tứ kết gặp Anh.

#### UEFA Euro 2020
Vào tháng 3 năm 2019, Lindelöf được gọi cho các trận đấu vòng loại UEFA Euro 2020 của Thụy Điển với Romania và Na Uy. Tuy nhiên, anh đã quyết định rút lui khỏi đội với lý do cá nhân, cụ thể là sự ra đời của đứa con đầu lòng. Anh ấy được thay thế bởi Anton Tinnerholm.
Anh đại diện cho Thụy Điển tham dự UEFA Euro 2020, và xuất hiện trong cả bốn trận đấu khi Thụy Điển lọt vào vòng 16 trước khi bị loại bởi Ukraine.
Vào ngày 11 tháng 8 năm 2021, Lindelöf được huấn luyện viên Thụy Điển Janne Andersson chỉ định là người kế nhiệm Andreas Granqvist làm đội trưởng sau khi Granqvist giải nghệ sau Euro 2020.

## Thống kê sự nghiệp

### Câu lạc bộ
Tính đến ngày 25 tháng 5 năm 2024
| Câu lạc bộ        | Mùa giải       | Giải đấu         | Giải đấu | Giải đấu | Cúp Quốc gia | Cúp Quốc gia | Cúp Liên đoàn | Cúp Liên đoàn | Châu Âu | Châu Âu | Khác | Khác | Tổng cộng | Tổng cộng |
| Câu lạc bộ        | Mùa giải       | Hạng             | Trận     | Bàn      | Trận         | Bàn          | Trận          | Bàn           | Trận    | Bàn     | Trận | Bàn  | Trận      | Bàn       |
| ----------------- | -------------- | ---------------- | -------- | -------- | ------------ | ------------ | ------------- | ------------- | ------- | ------- | ---- | ---- | --------- | --------- |
| Västerås SK       | 2009           | Division 1 Norra | 1        | 0        | —            | —            | —             | —             | —       | —       | —    | —    | 1         | 0         |
| Västerås SK       | 2010           | Division 1 Norra | 9        | 0        | —            | —            | —             | —             | —       | —       | —    | —    | 9         | 0         |
| Västerås SK       | 2011           | Superettan       | 27       | 0        | 1            | 0            | —             | —             | —       | —       | —    | —    | 28        | 0         |
| Västerås SK       | 2012           | Division 1 Norra | 13       | 0        | —            | —            | —             | —             | —       | —       | —    | —    | 13        | 0         |
| Västerås SK       | Tổng cộng      | Tổng cộng        | 50       | 0        | 1            | 0            | —             | —             | —       | —       | —    | —    | 51        | 0         |
| Benfica B         | 2012–13        | Segunda Liga     | 15       | 0        | —            | —            | —             | —             | —       | —       | —    | —    | 15        | 0         |
| Benfica B         | 2013–14        | Segunda Liga     | 33       | 2        | —            | —            | —             | —             | —       | —       | —    | —    | 33        | 2         |
| Benfica B         | 2014–15        | Segunda Liga     | 41       | 2        | —            | —            | —             | —             | —       | —       | —    | —    | 41        | 2         |
| Benfica B         | 2015–16        | LigaPro          | 7        | 0        | —            | —            | —             | —             | —       | —       | —    | —    | 7         | 0         |
| Benfica B         | Tổng cộng      | Tổng cộng        | 96       | 4        | —            | —            | —             | —             | —       | —       | —    | —    | 96        | 4         |
| Benfica           | 2013–14        | Primeira Liga    | 1        | 0        | 1            | 0            | 0             | 0             | 0       | 0       | —    | —    | 2         | 0         |
| Benfica           | 2014–15        | Primeira Liga    | 0        | 0        | 1            | 0            | 0             | 0             | 0       | 0       | 0    | 0    | 1         | 0         |
| Benfica           | 2015–16        | Primeira Liga    | 15       | 1        | 0            | 0            | 4             | 0             | 4       | 0       | 0    | 0    | 23        | 1         |
| Benfica           | 2016–17        | Primeira Liga    | 32       | 1        | 4            | 0            | 2             | 0             | 8       | 0       | 1    | 0    | 47        | 1         |
| Benfica           | Tổng cộng      | Tổng cộng        | 48       | 2        | 6            | 0            | 6             | 0             | 12      | 0       | 1    | 0    | 73        | 2         |
| Manchester United | 2017–18        | Premier League   | 17       | 0        | 3            | 0            | 3             | 0             | 5       | 0       | 1    | 0    | 29        | 0         |
| Manchester United | 2018–19        | Premier League   | 30       | 1        | 3            | 0            | 0             | 0             | 7       | 0       | —    | —    | 40        | 1         |
| Manchester United | 2019–20        | Premier League   | 35       | 1        | 5            | 0            | 3             | 0             | 4       | 0       | —    | —    | 47        | 1         |
| Manchester United | 2020–21        | Premier League   | 29       | 1        | 3            | 0            | 2             | 0             | 11      | 0       | —    | —    | 45        | 1         |
| Manchester United | 2021–22        | Premier League   | 28       | 0        | 1            | 0            | 1             | 0             | 5       | 0       | —    | —    | 35        | 0         |
| Manchester United | 2022–23        | Premier League   | 20       | 0        | 4            | 0            | 4             | 0             | 7       | 0       | —    | —    | 35        | 0         |
| Manchester United | 2023–24        | Premier League   | 19       | 1        | 3            | 0            | 2             | 0             | 4       | 0       | —    | —    | 28        | 1         |
| Manchester United | Tổng cộng      | Tổng cộng        | 178      | 4        | 22           | 0            | 15            | 0             | 43      | 0       | 1    | 0    | 259       | 4         |
| Tổng sự nghiệp    | Tổng sự nghiệp | Tổng sự nghiệp   | 372      | 10       | 29           | 0            | 21            | 0             | 55      | 0       | 2    | 0    | 479       | 10        |

1. ↑  Bao gồm Cúp Quốc gia Thụy Điển, Cúp Quốc gia Bồ Đào Nha và Cúp FA
2. ↑  Bao gồm Taça da Liga và Cúp EFL
3. ↑  Ra sân tại Siêu cúp Bồ Đào Nha
4. ↑  Ra sân tại UEFA Super Cup

### Quốc tế
Tính đến ngày 8 tháng 6 năm 2024
| Đội tuyển quốc gia | Năm       | Số trận | Bàn thắng |
| ------------------ | --------- | ------- | --------- |
| Thụy Điển          | 2016      | 11      | 1         |
| Thụy Điển          | 2017      | 7       | 0         |
| Thụy Điển          | 2018      | 11      | 1         |
| Thụy Điển          | 2019      | 4       | 1         |
| Thụy Điển          | 2020      | 5       | 0         |
| Thụy Điển          | 2021      | 12      | 0         |
| Thụy Điển          | 2022      | 4       | 0         |
| Thụy Điển          | 2023      | 8       | 0         |
| Thụy Điển          | 2024      | 4       | 0         |
| Tổng cộng          | Tổng cộng | 68      | 3         |

### Bàn thắng quốc tế
Bàn thắng và kết quả của Thụy Điển được để trước.
| #  | Ngày                 | Địa điểm                             | Đối thủ        | Bàn thắng | Kết quả | Giải đấu                    |
| -- | -------------------- | ------------------------------------ | -------------- | --------- | ------- | --------------------------- |
| 1. | 10 tháng 10 năm 2016 | Friends Arena, Solna, Thụy Điển      | Bulgaria       | 3–0       | 3–0     | Vòng loại World Cup 2018    |
| 2. | 20 tháng 11 năm 2018 | Friends Arena, Solna, Thụy Điển      | Nga            | 1–0       | 2–0     | UEFA Nations League 2018–19 |
| 3. | 5 tháng 9 năm 2019   | Tórsvøllur, Tórshavn, Quần đảo Faroe | Quần đảo Faroe | 3–0       | 4–0     | Vòng loại Euro 2020         |

## Danh hiệu
Västerås SK
- Division 1 Norra: 2010[4]

Benfica
- Primeira Liga: 2013–14,[25] 2015–16, 2016–17
- Taça de Portugal: 2013–14, 2016–17
- Taça da Liga: 2015–16
- Supertaça Cândido de Oliveira: 2016

Manchester United
- FA Cup: 2023–24[26]
- EFL Cup: 2022–23[27]
- UEFA Europa League á quân: 2020–21[28]

U-21 Thụy Điển
- UEFA European Under-21 Championship: 2015[29]

Cá nhân
- UEFA European Under-21 Championship Team of the Tournament: 2015[30]
- Fotbollsgalan Best Defender: 2016, 2019[31]
- UEFA Champions League Breakthrough XI: 2016[32]
- SJPF Primeira Liga Team of the Year: 2016[33]
- Guldbollen: 2018,[34] 2019[35]
- BBC Team of the Week. Week 16, 2023.[36]